# Estándar del jazz

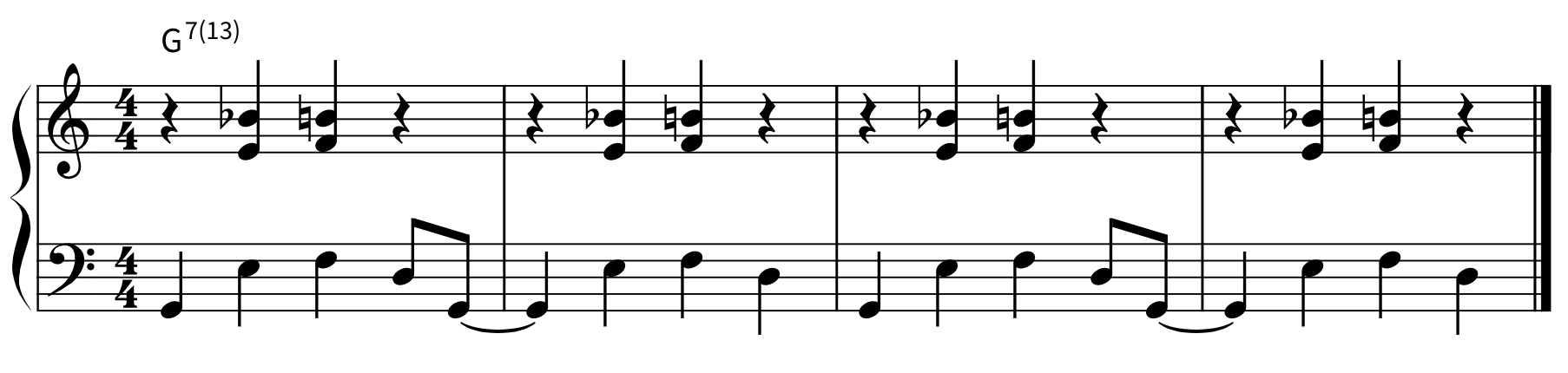
Ejemplo de una pieza de género Estándar jazz

Un estándar del jazz es un tema musical que ha adquirido cierta notoriedad en el género del jazz, que es conocido por gran número de músicos y que ha sido objeto de numerosas versiones, interpretaciones e improvisaciones, y al que se recurre con frecuencia en jam sessions y actuaciones. Existen estándares de todas las épocas del jazz, como "When the Saints Go Marching In", "I Got Rhythm" o "How High the Moon", "Take the 'A' Train" por citar ejemplos del hot, el swing y el bop. Muchos de los estándares más conocidos fueron compuestos para películas, o provienen del llamado Great American Songbook, y han sido incorporados al género, como, por ejemplo, «Summertime», de George Gershwin, mientras, por ejemplo, «'Round Midnight», de Thelonious Monk, ha sido versionado por, entre otros, Cootie Williams, Dizzy Gillespie, Art Pepper, y Miles Davis.